# Église Notre-Dame-de-l'Assomption d'Eschwiller
Pour les articles homonymes, voir Église Notre-Dame.
L'église Notre-Dame-de-l'Assomption est un monument historique situé à Eschwiller, dans le département français du Bas-Rhin.

## Localisation
Ce bâtiment est situé rue Principale à Eschwiller.

## Historique
Cette église est construite au XVIIIe siècle, partiellement refaite début XXe siècle.
L'édifice fait l'objet d'une inscription au titre des monuments historiques depuis 1992.